# Michael Pillay (Boxer)
Michael Pillay (* 10. November 1955) ist ein ehemaliger seychellischer Boxer. Er ist Mitbegründer der Seychelles Olympians Association.

## Sport
Pillay trat bei den Olympischen Sommerspielen 1980 in Moskau an. Er kam im Weltergewicht auf Rang 9. In der ersten Runde besiegte er Ole Svendsen aus Dänemark nach Punkten (4:1), erlitt aber ein Knock-out in Runde zwei gegen Mehmet Bogujevci aus Jugoslawien. Pillay diente auch als Fahnenträger in der Eröffnungsveranstaltung.